# AT饋電方式

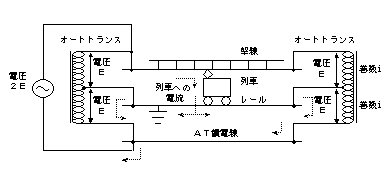
AT饋電方式の図

AT饋電方式（エーティーきでんほうしき、英語: AT-feeding system, Auto-transformer feeding system）は、電気鉄道において単巻変圧器を介して饋電電圧を半分に降圧し動力車に給電する交流電化の手法である。吸上変圧器を使うBT饋電方式と同様、通信回線への誘導障害を軽減する目的で使われる。
「饋」が常用漢字外であることから鉄道に関する技術上の基準を定める省令などの「き電」に従い『ATき電方式』と表記されることもある。

## 原理
電気的には、信号伝送路における平衡伝送路と不平衡伝送路の、平衡-不平衡変換器(バラン)による変換を、交流送電路に応用した構造になっている。平衡伝送路で送電を行い、不平衡伝送路で列車に給電する。
架線と並行してAT饋電線を設けて平衡伝送路を構成し、これに変電所から饋電電圧の2倍の電圧（饋電電圧をEとして2E）で送電する。架線とAT饋電線を、平衡-不平衡変換器の役割をする巻数比2:1の単巻変圧器(オートトランス)につなぐと、中点タップは接地電位となるので、これをレールに接続する。架線とレールが構成する不平衡伝送路によって、列車への給電が行われる。
地電流や誘導電磁場を発生する不平衡伝送路となる区間は、列車と単巻変圧器間に局限され、大部分は平衡伝送路となる。平衡伝送路区間では、電流は伝送路内のみを流れ、地中を流れる成分はない。また、架線とAT饋電線の中間電位は常に接地電位であり、流れる電流は同じ大きさで互いに逆位相であるため、これらを十分接近して配置すれば(高電圧のため制約がある)

、互いの誘導電磁場を相殺することが可能である。これらにより誘導障害は大幅に軽減される。
AT饋電方式は厳密には新しい概念ではなく、日本においても交流電化方式のひとつとして提案されていた。しかし交流電化開発当時の鉄道通信線は、電柱に複数の腕木を設け、単芯でかつ多数の通信線を張る方式であった。そのため誘導障害に対する要求が電気設備の技術基準の解釈よりも厳しく、解析の困難なAT饋電方式は不採用となり、吸上変圧器（ブースタートランス）により確実に全帰線電流を負饋電線に排流するBT饋電方式が日本の国鉄では採用された。その後計算機による解析が可能になったのを機に1966年に日豊本線と水戸線で低電圧での実証試験がなされ、1970年9月に鹿児島本線八代 - 西鹿児島間で、また1972年に山陽新幹線でAT饋電方式が初めて実用化された。
ATき電方式の優位性は、架線とAT饋電線との電圧が帰線であるレールを単巻変圧器の中点タップに接続することで架線とAT饋電線とが逆位相の同電圧に「自動的に」固定される点にある。そのことからBT饋電方式で弱点であったブースターセクションを廃することができ単巻変圧器も間隔をあけて設置することが可能になった。
一部の複線区間では、AT饋電線を設けずに上下線の給電位相を逆相とし、上下それぞれの架線に送電するケースがある。この場合、動力車からの帰線電流は近くを走る対向列車の走行電流となり変電所へ戻る。なおこの設計を採用した場合、単巻変圧器は一組で済むが、その代わり常に対向列車を饋電区間に配置しないと単巻変圧器の容量を小さくできない。また上下単独で饋電停止を行うことができないため、上下それぞれの架線に並列に接続したAT饋電線を別途、設ける線区もある。

## 特長
- 単巻変圧器はおよそ5 km - 10 kmごとに設置され、送電による電圧降下を巻線タップにより補償することができる。
- 変電所からの送電電圧は饋電電圧の2倍になり電圧降下が軽減されるため、送電可能距離が倍加して変電所の数を減らすことができ、大電力の送電に適する。
- BT饋電方式において、架線を約4km毎に区切るブースターセクションが不要となり、安定した集電が可能になりかつ、保守も楽になる。

## 欠点
架線・AT饋電線間には他の交流電化方式の2倍の電圧（日本の新幹線においては 25 kV × 2 = 50 kV）がかかり、変電所の二次側（線路側）の中点タップは通常接地されない。そのため単巻変圧器の未接続時の事故を想定した60 kVに対応した絶縁階級60号の絶縁を要する。この制約により、AT饋電線の装柱に困難が伴うばかりか絶縁離隔の問題がある。多額の更新費用の問題もあり、BT饋電方式からAT饋電方式への更新は後述の東海道新幹線の事例を除いて全く進んでいない。

## 新幹線「のぞみ」とAT饋電方式
1964年（昭和39年）の東海道新幹線開業当初にはBT饋電方式が採用されたが、この方式ではパンタグラフがブースターセクションを通過するたびに過大なアークを引き起こし、架線を断線させる事故が度々発生していた。
また、走行する列車編成内のパンタグラフ同士が電気的に繋がれていると渡り線などの異相給電部を短絡してしまうため、0系車両は2両（M+M'）を1ユニットとする電動車の各ユニット毎に1基の独立したパンタグラフを装備し、16両編成で合計8基のパンタグラフを上げていた。しかしこの方式はパンタグラフが架線から離線するとアークを飛ばすことになるばかりか、複数パンタグラフの押し上げによる架線からの離線率増加、高速走行時の走行抵抗や騒音の増大など、更なる高速化の大きな妨げであった上、設備側においても電磁誘導による障害、トロリ線の摩耗、多数のパンタグラフによる架線の振動など問題が多かった。
離線率を減らすため、パンタグラフ自体の改良による架線追随特性の改良にも限界があるため複数のパンタグラフを特高圧引通線で電気的に繋いでおけば（ブス引き通し）、1つのパンタグラフが離線しても他のパンタグラフから電気が供給されるためアークの発生を低減できる。パンタグラフ単体の離線率が仮に10 %であっても、2基並列運転で合成離線率1%、3基並列運転で合成離線率0.1%とできる。現代のシングルアームパンタグラフでは追随特性の改良から1基集電も可能になったが、東海道・山陽新幹線においては集電電流の関係から2基並列運転に落ち着いている。
なお山陽以降に開業した各新幹線は当初よりAT饋電方式であり、このうち東海道新幹線と直通しない東北・上越の両新幹線の営業用車両では、1983年（昭和58年）よりパンタグラフが特高圧引通線によって並列接続され、高速走行時における使用パンタグラフ数削減と、その際のアーク発生の低減とについては実証済であった。
こうしたことから東海道新幹線においても、1984年（昭和59年）からAT饋電方式への変更と渡り線部の同一給電化、ブースターセクションの撤去と単巻変圧器の設置が始まり、1991年（平成3年）に完成をみた。これにより、編成内のパンタグラフを並列接続として全ての電動車ユニットを同一給電でき、離線アークを大きく抑えられ、16両編成ながらパンタグラフを2基にまで減らした300系を運転することが可能となった。
時速270 kmののぞみの運転は、こうした地上電気設備の改良もあり、初めて可能になったものである。またこの後、100系にも、順次特高圧引通線を設ける改造が行われたが、パンタグラフの数が削減されたにもかかわらず、複数並列接続となったため、アークの発生も大幅に低減した。